# 戸川達索
戸川 達索（とがわ みちのり、元禄12年（1699年） - 寛延元年11月13日（1749年1月1日））は、江戸時代の旗本（交代寄合）・知行5000石。官位は従五位下、土佐守。正室は横山忠知の娘。子に達恒、娘に交代寄合本堂家の本堂豊親室、三好倚長室、堀利正室、加藤正修室、宮原義潔室。

## 経歴
備中撫川の交代寄合・達富の長男として生まれた。母は本堂玄親の娘。
享保14年（1729年）、父の死去により家督を相続した。
享保17年（1732年）、享保の飢饉により自身の知行領内も被害が出たため、領民救済策として年貢率を4割5分（2471石）から2割3分7厘（1189石）に減免しつつ、幕府に請いて1000両の拝借金を嘆願した。また領内の有力者である大賀喜右衛門にも金策の相談をするなど、手立てを尽くした。
延享4年（1747年）5月15日、大番頭に就任し、同年12月19日に従五位下・土佐守に叙任された。
寛延元年（1748年）、大番頭として大坂在番（大坂城の警備）中に急逝した。跡目は長男の達恒が継いだ。